# معركة نيريم
كانت معركة نيريم اشتباك عسكري بين الجيش المصري والهاغاناه اليهودية في 15 مايو 1948، وهو اليوم الأول للغزو المصري لما كان يعرف بغرب فلسطين المنتدبة في الحرب العربية الإسرائيلية عام 1948. وقد تم خوضها في كيبوتز نيريم، التي تأسست قبل عامين فقط كجزء من 11 نقطة في النقب. يذكر أن الكتيبة السادسة المصرية هاجمت حوالي 40 مدافعا إسرائيليا فجر يوم 15 مايو تدعمهم العربات المدرعة ومدافع الهاون والمدافع والطائرات. فشلوا في أخذ القرية وانسحبوا بعد حوالي 7 ساعات، تاركين وراءهم حوالي 30 إلى 35 قتيلا.

## الخلفية
بدأت المرحلة الأولى من حرب 1948، التي يشار إليها باسم حرب التطهير العرقي لفلسطين 1947–48، بعد التصديق على قرار الأمم المتحدة رقم 181 في 29 نوفمبر 1947، الذي منح وفقا للقادة الصهاينة اليهود تفويضا بإعلان الاستقلال، وتقسيم الانتداب إلى دولة يهودية ودولة عربية. أُعلنت دولة إسرائيل في 14 مايو 1948 وفي الليلة التالية غزت جيوش عدد من الدول العربية إسرائيل وهاجمت المواقع الإسرائيلية.
تأسست كيبوتز نيريم في يونيو 1946 كجزء من 11 نقطة في مبادرة النقب، استجابة لخطة موريسون–غرادي لتقسيم فلسطين. في 5–6 أكتوبر 1946، غادر مهاجرون جدد غفولوت لإنشاء نيريم إلى الغرب وأوريم إلى الجنوب. تقع نيريم على مقربة من الحدود المصرية الإسرائيلية الجديدة، وهي المنطقة الواقعة في أقصى الجنوب بالقرب من الطريق الساحلي، المسار الرئيسي للجيش المصري.
في المرحلة الأولى من الغزو المصري، تحركت قوة بحجم الفرقة بقيادة اللواء أحمد علي المواوي على الطريق الساحلي باتجاه المجدل. بما أنه كان هناك خط حركة واحد، خشي المواوي على خطوط إمداداته، وهاجم القرى اليهودية التي تهددهم أكثر من غيرها. كانت نيريم وكفار داروم أول قرى من هذا القبيل. اعتبر نيريم تهديدا مباشرا لوحدات الأركان المصرية في رفح (فلسطين). وغادر البدو في المنطقة سابقا بناء على طلب عربي، وهم يعرفون أيضا أن الكيبوتز سيستهدف.

## مواقع القوات وتوزيعها

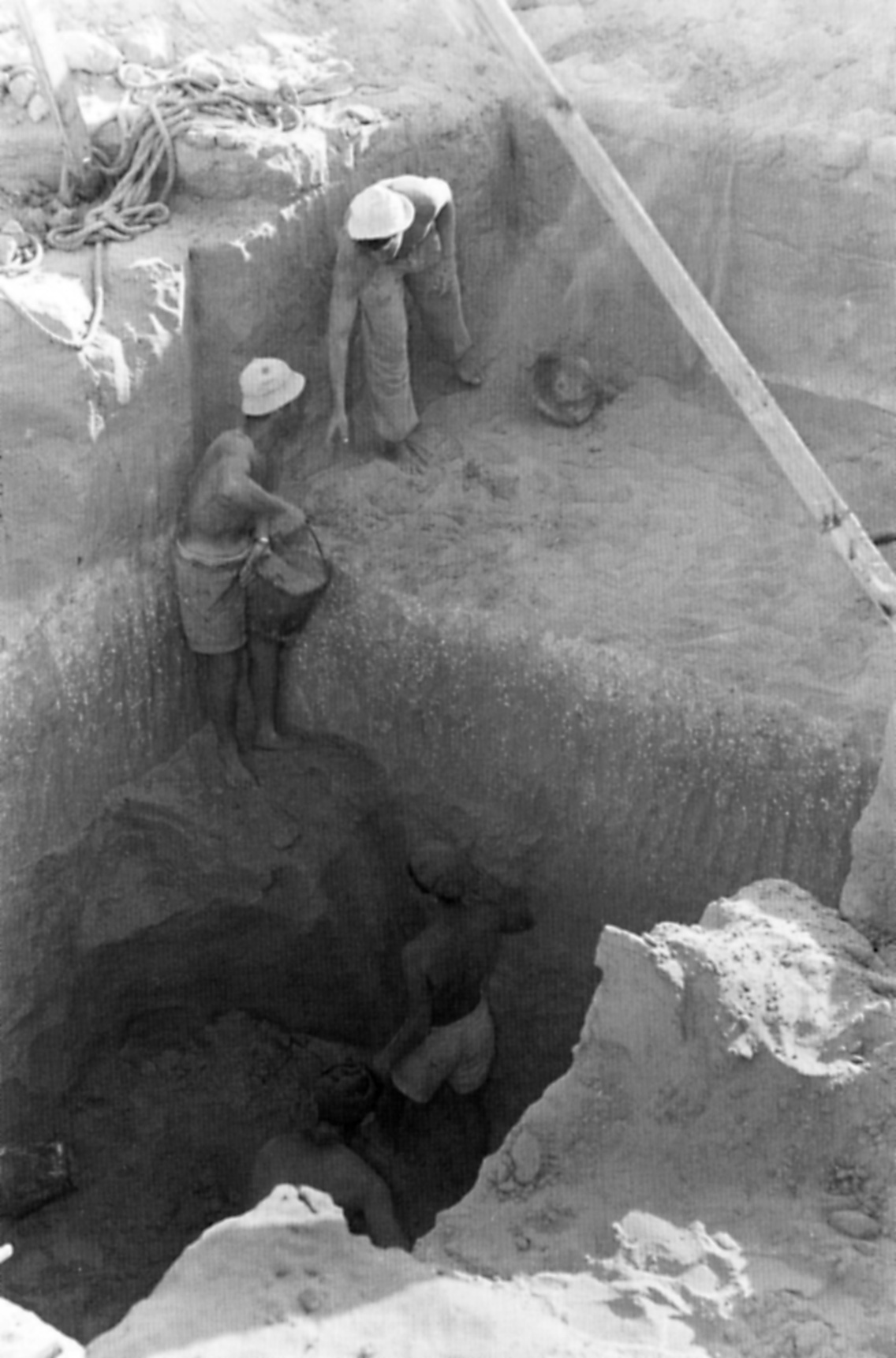
أعضاء نيريم يحفرون مواقع تحت الأرض

كان المدافعون الإسرائيليون جميعهم أعضاء في نيريم نفسها، وعددهم 39–45 (بينهم 12 امرأة). وكانوا تابعين للكتيبة الثامنة في لواء النقب، بقيادة حاييم بارليف. وكانت القرية مسيجة وملغومة، وكان لدى أفرادها ما مجموعه 34 بندقية وبندقية رشاشة، ومدفعين رشاشين خفيفين، ومدفع هاون عيار 52 مم (2 بوصة). كتب أبراهام أدان، الذي كان آنذاك قائدًا لسرية متنقلة في الكتيبة الثامنة في لواء النقب، أن المدافعين كانوا مدربين تدريبًا جيدًا ومكيّفين، حتى وفقًا لمعايير البلماح.
وتألفت القوة المصرية من حوالي 500–800 جندي من كتيبة المشاة السادسة، مدعومة بالعربات المصفحة (بما في ذلك 20 ناقلة من طراز Bren على الأقل)، ومدافع هاون عيار 81 ملم (3 بوصة)، ومدافع 2 رطل و6 رطل، وطائرات. تم تمركز بطارية مدفعية من 25 رطل في منطقة رفح. لم يكونوا مستعدين للمعركة ولم يكن لديهم معلومات كافية عن الإسرائيليين. ووفقا لما ذكره جمال عبد الناصر، مساعد الكتيبة، كانت المشاة “بطيئة و [...] بدون طاقة”.
وكانت مواقع إطلاق النار الإسرائيلية تقع في الأركان الأربعة للكيبوتز، مرقمة في اتجاه عقارب الساعة (الموقع 1 في الجنوب الشرقي، 2 في الجنوب الغربي، الخ). و يوجد موقع آخر بجوار البوابة في الغرب. وكانت معظم المباني مصنوعة من الخشب، باستثناء “بيت السلامة” المصنوع من الخرسانة المسلحة بجانب الموضع 1. ولم يبنى برج مياه هناك حتى الآن، ولكن البناء بدأ بالقرب من الموقع 2. وكانت المرافق الطبية ومرافق الاتصالات، فضلا عن مخبأ القيادة، تقع تحت الأرض في وسط القرية.

## المعركة
في 15 مايو، الساعة 05:30، شوهدت القوات المصرية تتقدم في كيبوتز. وفي الساعة 07:00، بدأ وابل مدفعي ضخم من رفح دام ساعة كاملة وتسبب في أضرار مدمرة، مما أدى إلى إصابة 12 من أفراد القرية، وقطع الاتصال الهاتفي واللاسلكي مع بقية القوات الإسرائيلية. على بعد حوالي 400 متر خارج الكيبوتز، نزلت المشاة المصرية من مركباتهم وانقسمت القوة إلى جناحين رئيسيين: معظم المشاة قاموا بالدوران وهاجموا من الشمال الغربي، في حين حاولت غالبية الدروع الهجوم على البوابة الرئيسية في الغرب. تم استعادة الاتصال اللاسلكي، ولكن جاء وذهب لطول المعركة.
كان لدى القرى الإسرائيلية القريبة قوات إضافية، ولكنها لم تفعل شيئا يذكر لتخفيف الضغط على نيريم. وبحسب أبراهام أدان، وهو عضو في نيريم التي تجمعت سريته في ميفتاهيم القريبة، عارض بارليف محاولة كسر صفوف المصريين ولم يؤمن بأن سرية أدان قادرة على ذلك. بيد أن فرقة إسرائيلية متنكرة بالملابس التقليدية العربية أرسلت إلى الكيبوتز لجمع المعلومات الاستخباراتية واستطلاع المنطقة. وأرسلت فرقة أخرى، بناء على طلب المدافعين، من تزيليم. كما أرسل بارليف ثلاث سيارات قيادة إلى المنطقة كتمويه.
لم يكن لدى المشاة المصرية، أثناء تلقيها نيران غطاء من مدافع هاون 2 بوصة، الوسائل الكافية لاختراق الأسوار، وفي حوالي الظهر، بعد قتال ضاري، أجبرت على التراجع. في الوقت نفسه، قامت مركبات مصفحة مصرية فردية وفرق هاون مدافع هاون 3 بوصة بتطويق القرية وقصفها من عدة اتجاهات. وأوقفت القوة الرئيسية النيران وتبادلت النيران خارج البوابة، دون وجود حقل الألغام المسمى بوضوح. في حوالي الساعة 12:30، بدأوا أيضا في التراجع. وواصلت المدفعية المصرية قصف الكيبوتز لمدة يومين إضافيين. تسببت القذائف التي سقطت بين الساعة 15:00 والساعة 19:00 في حريق في مستودع أسلحة القرية.

## التبعات وردود الفعل

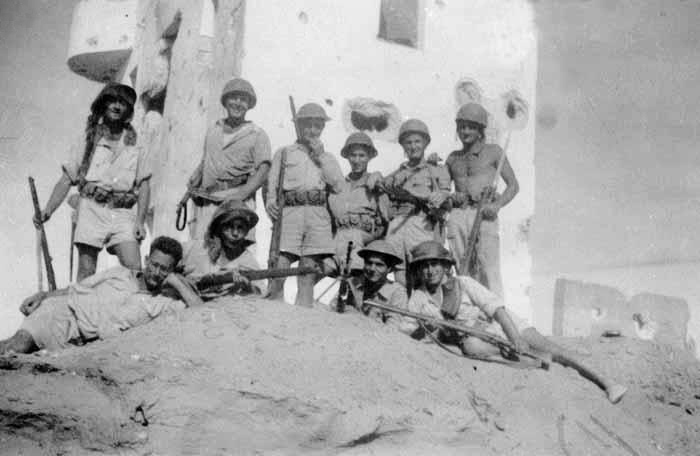
الجنود في نيريم بعد المعركة. بيت السلامة في الخلفية

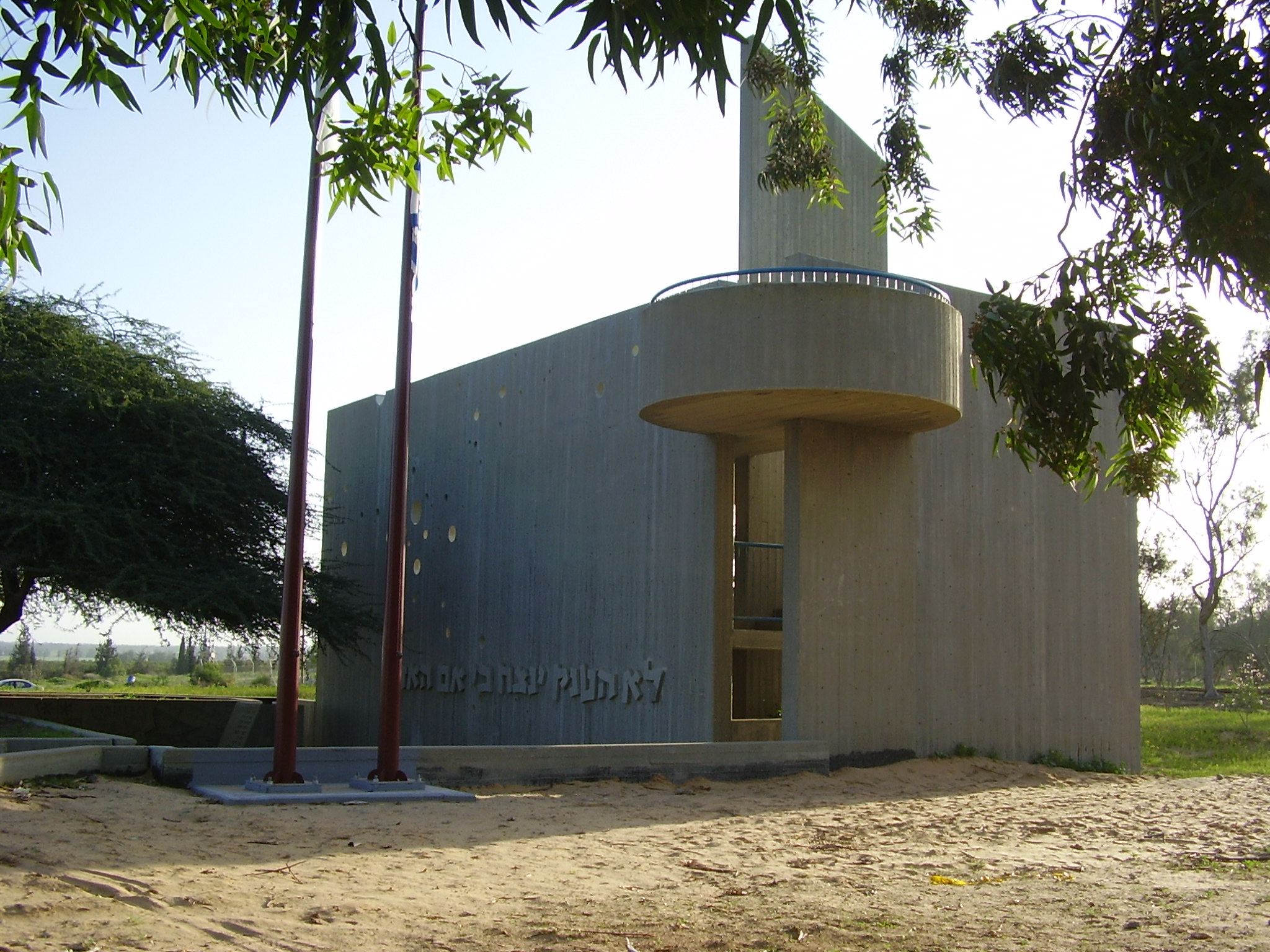
النصب التذكاري في موقع المعركة

قتل سبعة جنود إسرائيليين في المعركة، بمن فيهم القائد الإقليمي وامرأة واحدة، ريفكا سالتسمان، وهي إحدى الناجين من الهولوكوست. وكان المصريون الذين قتلوا في العمليات حوالي 30-35، ووفقا للتقديرات الإسرائيلية، توفي حوالي 40% منهم بنيران صديقة. تم تدمير جميع مباني نيريم كليا أو جزئيا. تم دفن الإسرائيليين السبعة في قبر مشترك خارج القرية بواسطة تعزيزات جاءت بعد المعركة.
أعلن راديو القاهرة أنه تم الاستيلاء على الكيبوتز، وعاد المصريون إلى قاعدتهم لتقديم عرض النصر. في الواقع، ظلت نيريم تحت السيطرة الإسرائيلية المستمرة حتى نهاية الحرب. استغرق الجيش المصري الوقت لإعادة التنظيم (بالإضافة إلى ذلك تضررت من هزيمة في كفار داروم) وهاجم كيبوتز ياد مردخاي بعد أربعة أيام.
بدأ الإسرائيليون ترميم الخنادق والتحصينات المتضررة في نيريم، متوقعين وقوع هجوم آخر قريبا، وفي صباح اليوم التالي بدا بالفعل وكأن المصريين سيهاجمون مرة أخرى، وخلقوا شاشة دخان أمام القرية. ومع ذلك، فإن الهجوم لم يأت. وبسبب القصف المتقطع، اضطر سكان نيريم في الأيام التالية للمعركة إلى مواصلة العيش تحت الأرض وواجهوا العديد من المصاعب ذات الصلة. إليشا كالي، عضو الكيبوتز، اخترعت أداة غريبة تعتمد على المرآة التي توفر الضوء إلى المخابئ عن طريق تحريك مرآتين تلقائيا بحيث تعكس دائما ضوء الشمس.
وقال حاييم بارليف في وقت لاحق إن معركة نيريم قررت نتيجة الحرب، لأنه إذا تمكن 45 جنديا إسرائيليا مسلحين بأسلحة خفيفة من الوقوف في مواجهة احتمالات كبيرة، فإن إسرائيل كلها تستطيع الصمود أمام الحرب. وعلى الجانب المصري، علق جمال عبد الناصر قائلا: “شعرت أن الموتى الذين تركوا في دانغور كان رمزاً لعدم إيمان الكتيبة بالقضية التي تقاتل من أجلها”.
يقع نصب تذكاري للساقطين في نيريم في موقع القرية. وهو يتضمن رمزين للمعركة: دار السلامة والعلامة التي كانت قد علقت في قاعة الطعام قبل أسبوعين في احتفالات عيد مايو، ونصها “لن تسود الدبابة، بل الرجل”.

## وصلات خارجية
- معركة نيريم، 1948 على Zionism-Israel.com